# 董四墓村明墓
董四墓村明墓:1250:333或称董四墓:70，是位于北京市西郊董四墓村、明代金山皇家陵墓区内的两座妃嫔合葬墓。
明朝灭亡后，地面建筑湮灭。1951年，重新发现地下墓室，完成考古发掘:1250:333。

## 历史
明朝时，墓地属金山皇家陵墓区，与景泰陵相邻。明朝灭亡后，此地成为居民聚集的村落。董四墓村一名被认为源于清初“东四墓”之名。董四墓村东有三座夯土坟堆，村西有一座因盗掘而塌陷的废墟:1250。董四墓村曾属海淀区镶红旗:70，今属海淀区青龙桥街道厢红旗安河桥社区。
1951年8月，因建筑开发，在董四墓村遗光寺附近发现一座明代妃嫔墓。不久，在乐家花园发现一座明墓，即后来所称一号墓。中国科学院考古研究所、北京市人民政府、中央文化部文物局对其开展考古发掘。8月28日，中国科学院考古研究所、文物局工作人员组成团队在董四墓村设立工作站。29日，开始对一号墓的考古发掘。9月25日，完成发掘工作:1250。二号墓在一号墓的东北，相距三百米左右。9月3日，开始正式发掘。11月20日，完成发掘工作:333。

## 一号墓
一号墓是明熹宗三妃合葬墓，安葬有張裕妃、段纯妃、李成妃三人:1254。
1951年8月，考古发掘时，墓已被盗，留有两个盗洞:1252。

## 二号墓
二号墓是明神宗七嫔合葬墓，安葬有张顺嫔、耿悼嬪、魏慎嫔、邵敬嬪、李榮嬪、李德嫔、梁和嬪七人。崇祯十六年（1643年），梁和嬪安葬于此，是最后一位葬入者:337—338。
1951年9月，考古发掘时，墓已被盗，后室北壁留有一个盗洞:335。